# Kesselaid
Kesselaid ou Kessulaid (en allemand : Schildau, en suédois : Sköld, Skölldo) est une île du golfe de Riga  située entre le continent et l'île de Muhu en Estonie. Elle n'abrite que le village de Kesse, qui appartient à la commune de Muhu dans le Comté de Saare.

## Galerie

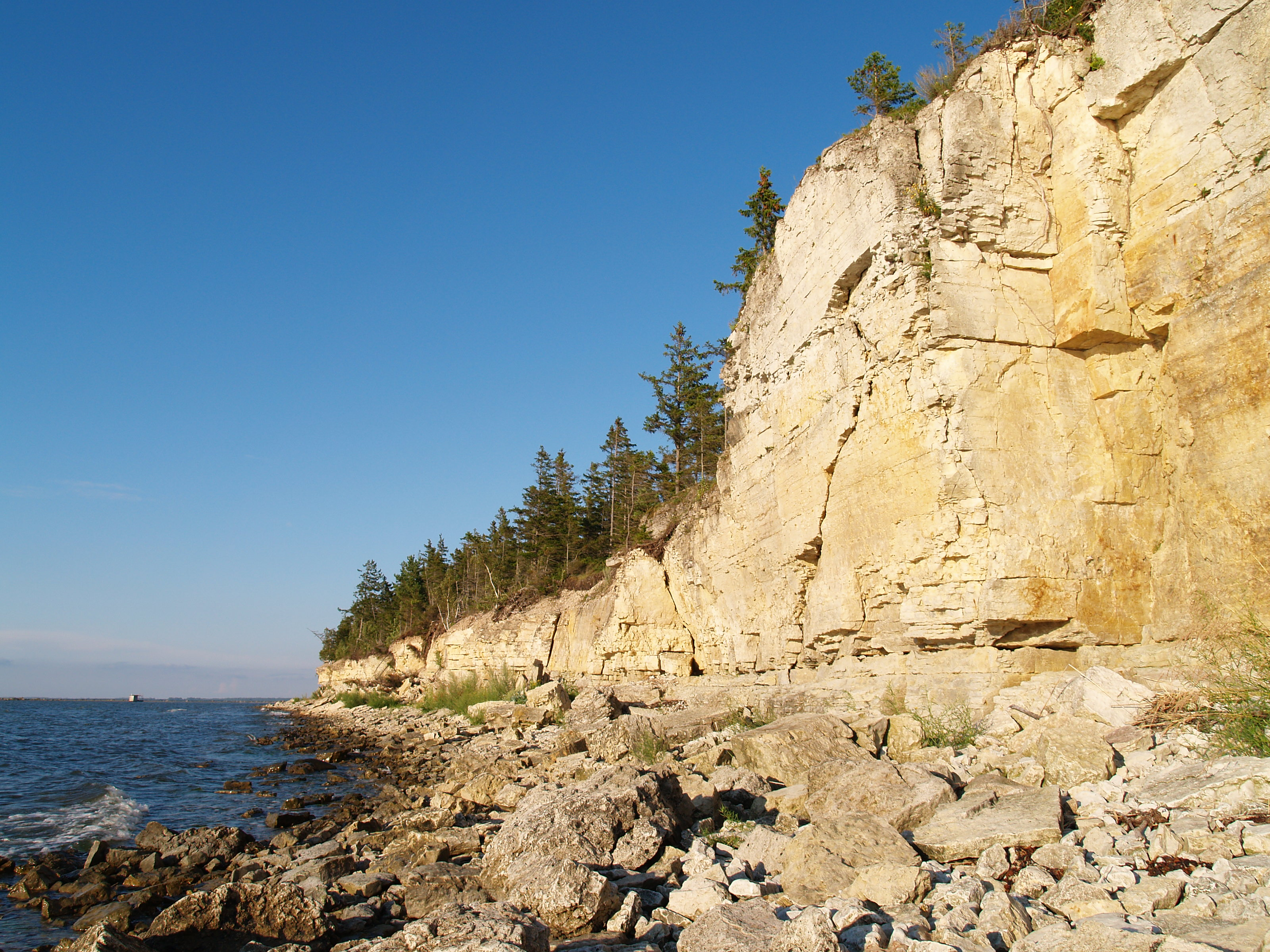
Falaise au nord ouest de l'île.
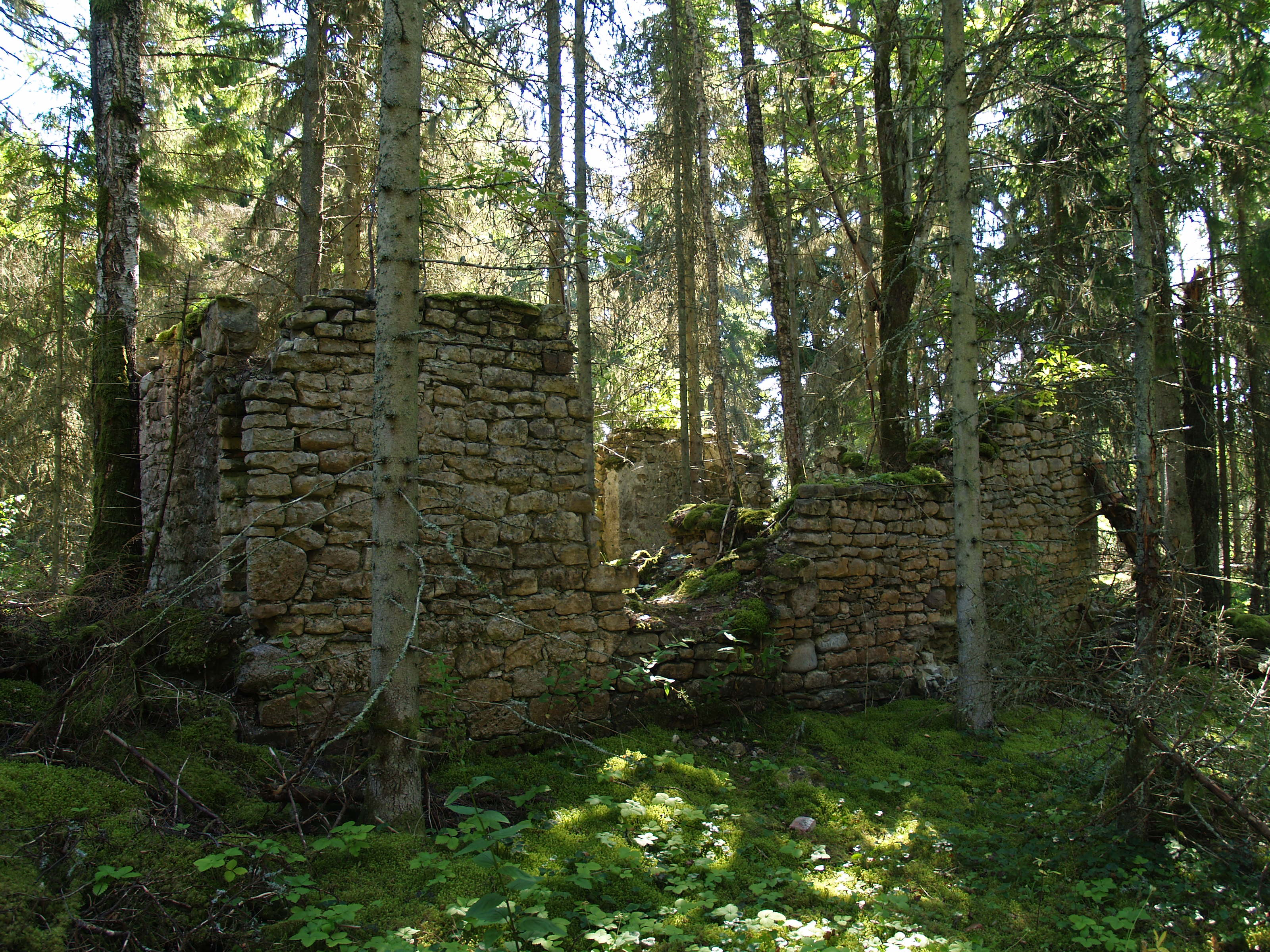
Restes du manoir fondé en 1807.
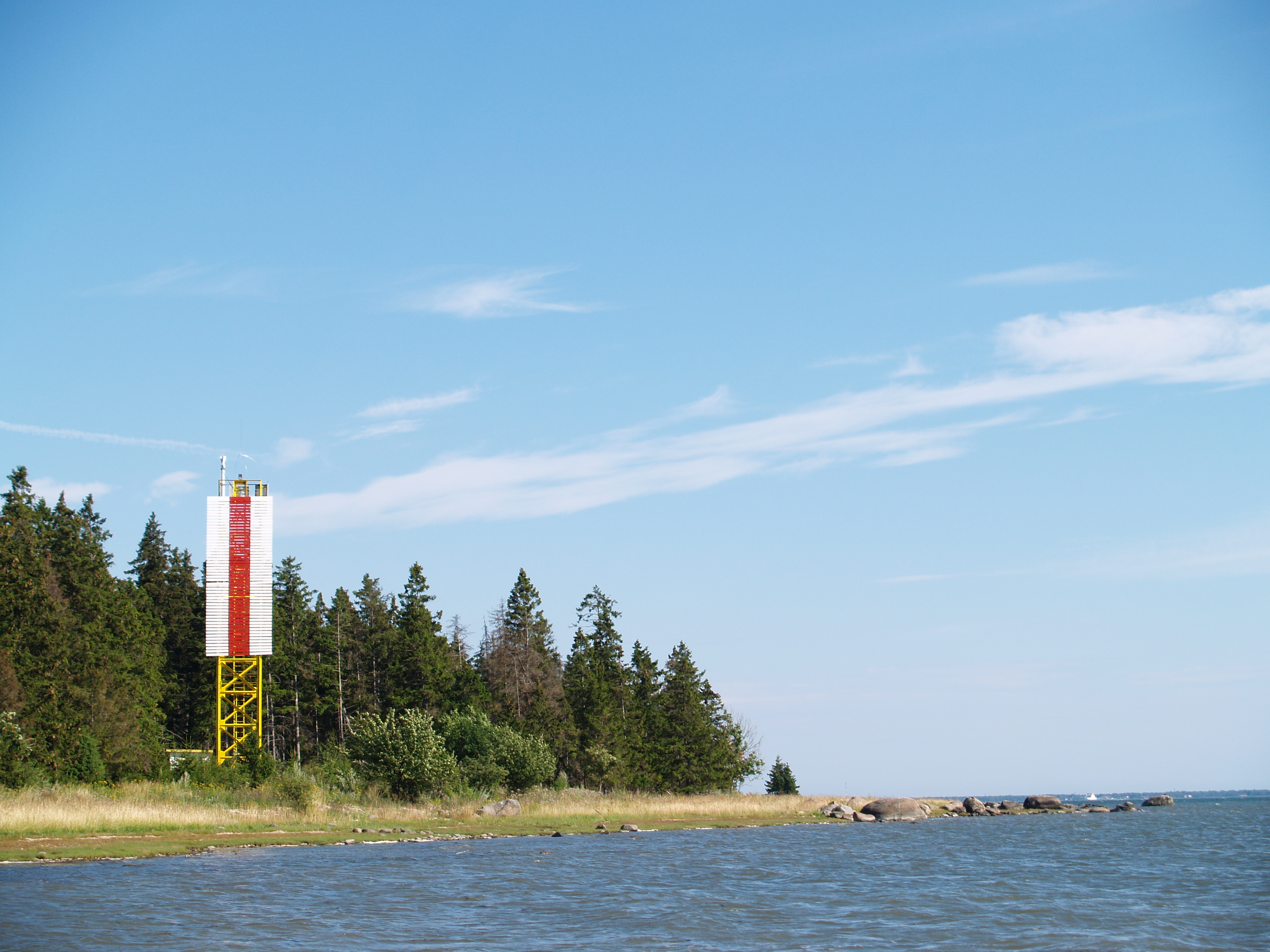
Balise.
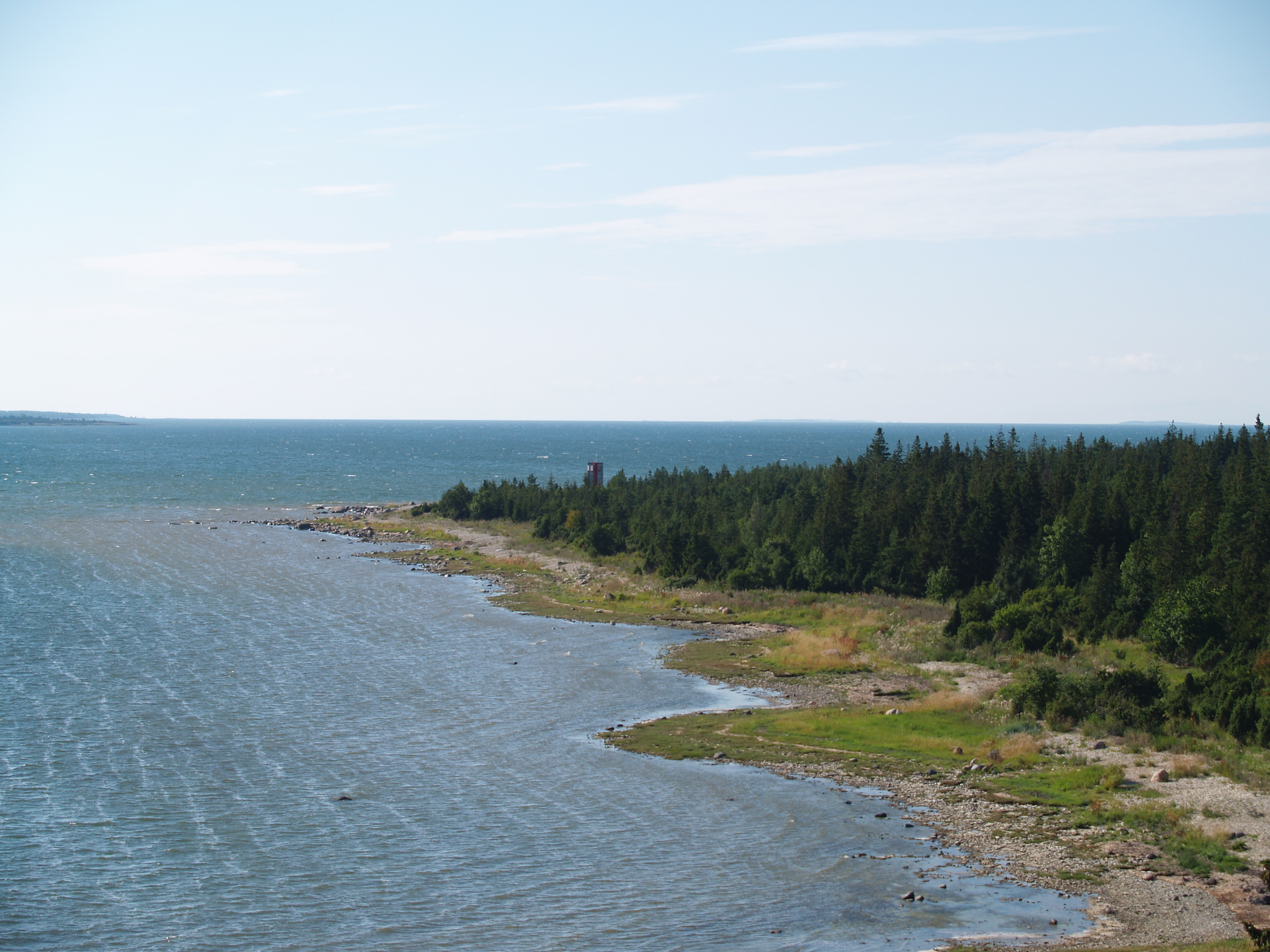
Bord de mer à Kesselaid.